# Reymondia tanganyicensis
Reymondia tanganyicensis là một loài động vật chân bụng trong họ Thiaridae. Nó được tìm thấy ở Burundi và Tanzania. Môi trường sống tự nhiên của chúng là hồ nước ngọt.